# 秦明瑞
秦明瑞（1962年—），湖北省监利县朱河镇长江村人，曾任北京大学社会学系教授，社会学理论、农村社会学研究者，德国汉诺威大学社会学、教育学和心理学学士、图宾根大学教育学硕士和社会学博士，曾經在埃尔朗根-纽伦堡大学社会学系、瑞士苏黎世大学社会学系任教。2011年，秦明瑞因為丑闻而被北京大学开除。

## 生平
秦明瑞1980年进入华中师范大学教育系就读，次年被教育部选入公派留德，转往同济大学留德预备部学习。1982年至1985年，秦明瑞在德国汉诺威大学学习社会学、教育学和心理学，1984年获社会学、教育学和心理学学士学位。1985年，秦明瑞赴图宾根大学就读，在1987年成为图宾根大学社会学和教育学硕士。拿到硕士学位后，凭借德国方面的奖学金，秦明瑞继续在图宾根大学学习社会学，在1992年拿到社会学博士学位。
博士毕业后，秦明瑞先后在埃尔朗根-纽伦堡大学社会学系（1992－1993年）、瑞士苏黎世大学社会学系（1995－1996年）任教，曾在瑞士洛桑大学访问（1993－1995年），还曾经担任瑞士国家科研基金会研究员主持研究项目（1996－2000年）。后来，秦明瑞回国，任北京大学教授。2011年秦明瑞因丑闻被北京大学开除。

## 丑闻
2011年8月，媒体报道，北京大学一教授遭情人敲诈30万元人民币。报道称，王学明（化名）在2009年元旦赴丽江古城度假时邂逅了20岁的纳西族少女、高中生小丽（化名），当晚两人开房成为情人。此后王学明与小丽频繁联系，小丽受王学明邀请几次前往北京王的家中，王学明趁妻子、孩子都不在家，与她发生性关系。2009年5月，小丽自北京返回丽江途中在火车上烫伤双脚，为养伤而耽误了高考，王教授称可以凭借自己北大教授的身份让她进入北京大学读书，并鼓励小丽好好复习。2010年高考前夕，王学明给小丽打电话称，不必参加高考，因为找关系进北大花钱太多，这事办不成。小丽仍然希望王学明能帮她找关系进北大，几次到北京找王学明。2011年4月，小丽向王学明提出借款30万元人民币，被王学明拒绝。小丽于是威胁王学明要曝光两人的关系，并编造谎言称有一个彝族男同学带着猎枪与她一起来了北京，王学明若不借钱将有生命危险。王学明随后报警，当晚小丽与王学明见面时，警方将小丽抓获。小丽后来因敲诈罪被批捕。2011年8月28日，北京大学通报，媒体报道北大一教授被敲诈30万元一事经查属实，该教授违背道德、败坏学校声誉，影响恶劣，北京大学已停止该教师的工作，解除其职务。新闻报道透露此教授实际姓秦，化名“王学明”中有一字与其真名相同，并称此秦教授就是2010年购火车票时殴伤清华一毕业生的北大社会系秦教授。2011年9月5日，阿忆在微博上称，涉事教授为北京大学社会学系秦明瑞，已被解聘除名。海淀区检察院两次将案件退回警方补充侦查。在秦明瑞表示已经原谅小丽之后，2011年12月31日海淀检察院做出不起诉的决定，小丽被羁押8个月后获准释放。